# Cortes (Seconde République espagnole)
Pour les articles homonymes, voir Cortes.
Les Cortes ou Congrès des députés sont le parlement unicaméral de la Seconde République espagnole, entre 1931 et 1939.
À l’issue de la guerre civile, elles se réunirent plusieurs fois en exil, pour la dernière fois en 1945.
L'éligibilité féminine venant d'être décidée (mais pas encore le droit de vote), deux femmes sont élues en juin (Clara Campoamor et Victoria Kent). Une troisième les rejoint (Margarita Nelken), élue lors d'un scrutin partiel de l'automne 1931.